# Oliver Lahl
Oliver Lahl (* 5. November 1967 in Riedlingen) ist ein deutscher römisch-katholischer Prälat.

## Leben
Lahl wuchs in Bad Buchau auf. Am Kreisgymnasium Riedlingen legte er das Abitur ab und bereitete sich anschließend am Theologischen Vorseminar Ambrosianum in Ehingen in Latein, Griechisch und Hebräisch vor. Von 1988 bis 1993 studierte er Philosophie und katholische Theologie in Tübingen und Rom. Es folgte ein Praktikumsjahr in Leonberg. 1995 wurde er zum Diakon geweiht und war in Wendlingen und Oberboihingen seelsorgerisch tätig. Am 6. Juli 1996 empfing er in der St.-Martins-Basilika in Wiblingen die Priesterweihe. Er kam als Vikar in die Pfarreien St. Nikolaus und St. Columban in Friedrichshafen. Im September 1997 holte ihn Bischof Walter Kasper als Bischöflichen Sekretär nach Rottenburg. Mit der Ernennung Kaspers zum Sekretär und später Präsidenten des Päpstlichen Rates zur Förderung der Einheit der Christen begleitete Lahl ihn 1999 als Privatsekretär nach Rom. Diese Funktion übte er bis zur Entpflichtung von Kardinal Kasper im Juli 2010 aus.
Lahl kehrte in seine Heimatdiözese zurück und war von 2010 bis 2016 Pfarrer mehrerer Gemeinden in den Stuttgarter Bezirken Bad Cannstatt und Mühlhausen sowie stellvertretender Dekan des Dekanats Stuttgart.
Auf Empfehlung der Deutschen Bischofskonferenz wurde Oliver Lahl vom Auswärtigen Amt zur Deutschen Botschaft beim Heiligen Stuhl nach Rom in den diplomatischen Dienst berufen. Dort übernahm er am 1. Februar 2016 als Nachfolger von Eugen Kleindienst die Stelle des Geistlichen Botschaftsrats. In dieser Funktion verantwortet er den Arbeitsbereich Kirche und Theologie. Für den Zeitraum seines Wirkens in Rom wurde Lahl von der Diözese Rottenburg-Stuttgart von seinem seelsorgerischen Dienst freigestellt.

## Ehrungen
- 2009: Ernennung zum Päpstlichen Ehrenkaplan
- 2009: Verdienstkreuz am Bande der Bundesrepublik Deutschland[2]
„in Würdigung seiner außerordentlichen Verdienste für die Entwicklung der Beziehungen zwischen dem von Kardinal Kasper geleiteten Päpstlichen Rat zur Förderung der Einheit der Christen, der Deutschen Botschaft beim Heiligen Stuhl und hochrangigen Vertretern aus Politik, Wirtschaft und Kultur in Deutschland“
- 2016: Aufnahme in die Bruderschaft von Santa Maria dell’Anima ("Animabruderschaft")